# Eugen I.

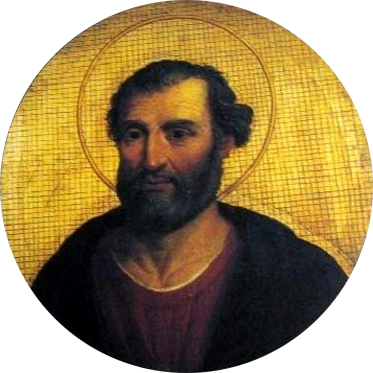
Eugen I. (Darstellung in der Basilika Sankt Paul vor den Mauern)

Der hl. Eugen I. (Geburtsdatum unbekannt; † 2. Juni 657) wurde am 10. August 654 als Nachfolger von Martin I. zum Papst gewählt, obwohl sein Vorgänger noch lebte.

## Leben
Anlass der Papst-Wahl Eugens war wohl die Annahme, er könnte zu einer Versöhnung mit Byzanz unter Kaiser Konstans II., der maßgeblich für die Absetzung Papst Martins verantwortlich gewesen war, und Patriarch Petros beitragen. Insbesondere im Streit um den Monotheletismus wurde vermutet, dass Eugen eine versöhnliche Haltung einnehmen werde.
Als es letztlich zu keiner Aussöhnung kam, drohte auch Eugen die gewaltsame Absetzung durch den byzantinischen Kaiser. Er starb jedoch, ohne dass es zu einer Eskalation gekommen wäre.

## Nachleben
Eugen I. wurde kanonisiert. Das Patronatsfest ist an seinem Todestag, also am 2. Juni.

### Patrozinien
Eugeniuskirchen finden sich unter anderem
in Italien:
- Chiesa di Sant’Eugenio di Altare, Ligurien
- Monastero di Sant’Eugenio, in Costafabbri, Siena, Toskana
- ♦ Chiesa Sant’Eugenio, Via delle Belle Arti, Rom, Latium (Pfarrkirche, Basilica minor und Titeldiakonie seit 1960, wird von der Personalprälatur Opus Dei betreut)

in anderen Ländern:
- St. Eugenius, Kirche in Hannover, Deutschland (zu Ehren des Papstes Pius XII., Eugenio Pacelli so benannt)
- St-Eugène (Marseille), Frankreich
- St-Eugène-Ste-Cécile (Paris), Frankreich
- ♦ Cathedral of Saint Eugene, Bistum Santa Rosa, Kalifornien (USA)